# 조제 에브라르
조제 에브라르(프랑스어: José Évrard, 1945년 7월 21일~2022년 1월 7일)은 프랑스의 정치인이다. 코시알라투르에서 태어나 2013년 국민연합에 입당했다. 2015년부터 2017년까지 파드칼레주 주의회에서 아르네 캉통을 대표하여 활동했다.
2017년 파드칼레주 제3구에서 국회의원으로 당선된 뒤, 그는 마린 르 펜이 유럽회의주의에서 멀어지고 있다며 플로리앙 필리포가 창당한 애국당에 입당했다. 2020년에는 약진하는 프랑스로 당적을 옮겼다.
에브라르는 2022년 1월 7일 코로나19로 사망했다. 그는 생전에 코로나19 방역 조치에 반대해 왔다.